# 鷲尾雨工
鷲尾 雨工（わしお うこう、本名：鷲尾 浩、1892年4月27日 - 1951年2月9日）は日本の小説家。

## 来歴
新潟県西蒲原郡黒鳥村（現・新潟市西区黒鳥）生まれ。新潟県立小千谷中学校、早稲田大学英文科卒業｡
作家を志し、学生時代にはダヌンツィオの『フランチェスカ・ダ・リミニ』を翻訳出版。卒業後、直木三十五と冬夏社を立ち上げ経営するも関東大震災により半年で倒産｡
『吉野朝太平記』で第二回直木賞受賞。代表作に『明智光秀』『甲越軍記』などの歴史小説がある｡
ペンネームは夫人が『南総里見八犬伝』から得たもの｡　　

## 著書
- 吉野朝太平記 全6巻 春秋社 1935、のち富士見書房時代小説文庫、誠文図書 全5巻 ほか
- 小説 明智光秀 春秋社 1938
  - 明智光秀 老の坂わかれ路 恒文社 1995
- 剣豪物語 春秋社 1938 
  - 日本剣豪伝 富士見書房 1992.11 (時代小説文庫)
- 関ケ原 序篇・本篇 春秋社 1938-39
  - 関ヶ原（上下）恒文社 1996
- 伊逹政宗 大日本雄辯會講談社 1939
- 覇者交代 大日本雄弁会講談社 1940
- 織田信長 歴史小説安土・桃山 春秋社松柏館 1941 浪速書房 1965、のち富士見書房時代小説文庫 ほか
- 黒田如水 博文館文庫 1941
  - 黒田官兵衛 河出文庫 2013.7
- 若き家康 大日本雄辯會講談社 1941
  - 若き日の家康 竹千代と吉法師 恒文社 1995
- 大楠公 大日本雄辯會講談社 1942
- 戦国麗女伝 大都書房 1942
- 新編太平記 昭和書房 1942
- 合戦川中島 鷲尾雨工傑作短編集 室戸書房 1942
  - 甲越軍記 謙信と信玄 恒文社 1994.12
- 日本人百話 蒼生社 1942
- 東海片割れ月 蒼生社 1942
- 英雄時宗 フタバ書院成光館 1943
- 元寇 英雄時宗 続篇 フタバ書院成光館 1943
- 楠一族 京都市 1943 (遺族読本)
- 合戦小牧山 室戸書房 1943
- 満洲建国の人々 潮文閣 1944
- 千お吟 弘文社 1947
- 恋の和泉式部 南有書房 1948
- 浮城の白銀王 光文社 1949
- 初恋源氏 民衆之友社 1949
- 性心理叙説 鷲尾浩 火星社 1949
- あむうる・らいふ 性の心理と技巧 鷲尾浩 あむうる社 1951
- 剣聖剣豪秘話 鱒書房 1955 (歴史新書)、新版1990.6
- 若鷹雲を呼ぶ 和同出版社 1957
- 振袖夜叉 同光社出版 1958

## 翻訳・伝記
- 羅馬美学 ボサンケ 美意識論 サンタヤナ 世界大思想全集 春秋社 1936
- 性の心理学的研究 H.エリス、谷崎英男、斎藤良象、鷲尾浩（本名）訳 河出書房 1956 (世界性学全集)
- 塩浦林也「鷲尾雨工の生涯」恒文社 1992。第6回大衆文学研究賞